# Anthrenoides antonii
Anthrenoides antonii är en biart som beskrevs av Urban 2005. Anthrenoides antonii ingår i släktet Anthrenoides och familjen grävbin. Inga underarter finns listade i Catalogue of Life.